# セルジオ・モロ

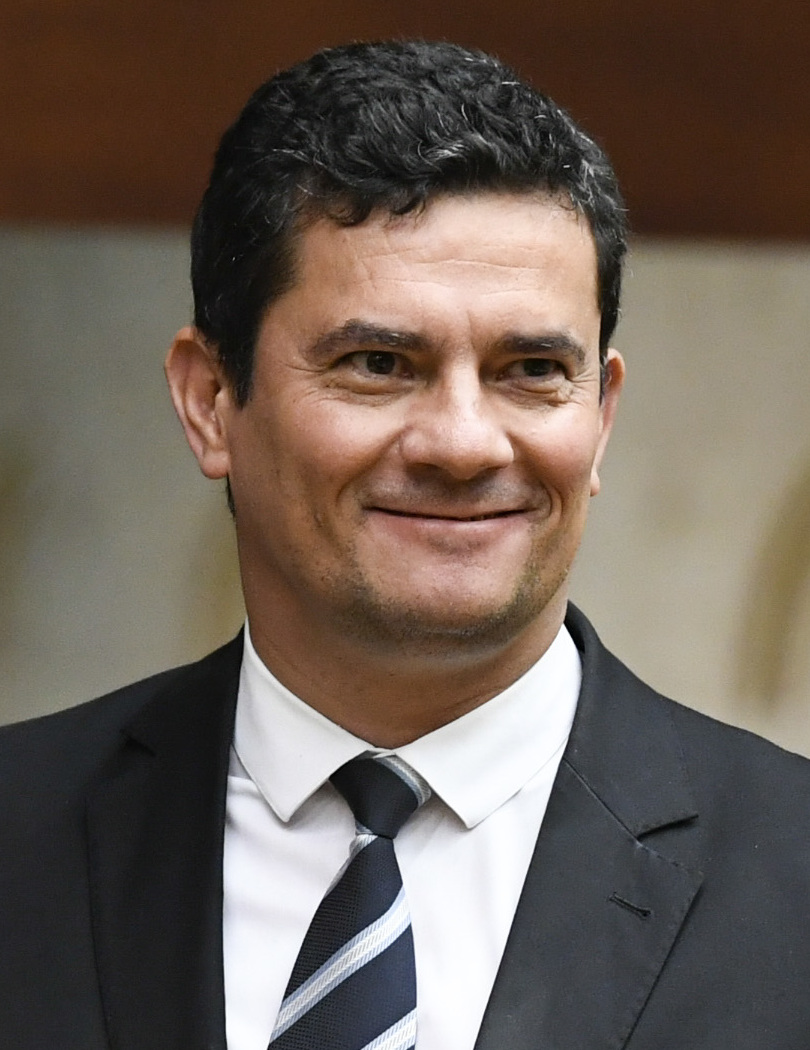
2020年

セルジオ・モロ（英:Sergio Moro、1972年8月1日 - ）は、ブラジルの政治家、元判事。

## 概要
2003年から2011年にかけて続いたルーラ政権時代には、地方裁判所の判事として政権の意向に反して汚職捜査に乗り出し、国民からの支持を得た。2019年にブラジル大統領となったジャイール・ボルソナーロは、モロの歴代左派政権の汚職事件を追及した経験と国民からの高い人気に着目して法務・公安相に起用。しかし、その後、モロは大統領の息子らに浮上した資金洗浄疑惑の捜査を大統領が妨害しているとして次第に両者の間に溝ができた。さらに2020年には、モロの意向に反して連邦警察庁長官の交代が行われたことから、同年4月24日、モロは法務・公安相を辞任した。